# Čiopašice
Srpokrilke (lat. Apodiformes) su red iz razreda ptica. Sastoje se od dvije porodice: Apodidae (čiope) i Hemiprocinidae (ćubaste čiope). U ovaj red tradicionalno su bili svrstavani i kolibrići (Trochilidae), koji su poslije svrstani u zaseban red Trochilifomres. Ali, prema nedavnim istraživanjima, pripadaju redu srpokrilki, gdje su ponovo svrstani. Imaju oko 450 vrsta. Imaju veliku ulogu u kulturi indijanskih naroda. 

## Opis
Naziv Apodiformes potiče od Grčke riječi "a pous", što znači "bez nogu." Srpokrilke imaju malena stopala, a i noge su im kratke. Mnoge ptice u ovom redu ne mogu hodati, i ne mogu brzo pobjeći od grabežljivaca hodanjem. Iako su im stopala slaba, snažni su letači. Zbog vratnih mišića ove ptice mogu brzo okretati glavu. Neke fizičke razlike i razlike u ponašanju odvajaju dvije porodice u red srpokrilki. 
Ptice porodice Apodidae (čiope) se hrane, pare i spavaju u zraku. Ove ptice imaju duga, zašiljena krila. Dužina od glave do tijela varira od 9 do 25 cm. Težina varira od 5 do 205 grama. Imaju kratak kljun i široka usta za hvatanje kukaca u zraku. Boja perja je smeđa ili crna, s bijelim šarama kod nekih vrsta. Mužjaci i ženke su slični.
Ćubaste čiope pripadaju porodici Hemiprocnidae. Tako se zovu jer imaju ćubu na glavi. Za razliku od čiopa, ove ptice se mogu hvatati nogama za grane. Dužina varira od 15 do 30 cm, a težina od 21 do 79 grama. Imaju brkove oko kljuna. Krila su duga, a rep račvast. Boja perja je smeđa, svijetlosiva, s malo plave, zelene i bijele. Mužjaci i ženke se razlikuju.
Kolibrići porodice Trochilidae su najmanje ptice na svijetu. Posebni su po tome što mogu lebdjeti na jednom mjestu, jer zamahuju krilima izuzetno brzo, čak 80 puta u sekundi. Hrane se nektarom, ali ishranu dopunjuju i kukcima. Vrlo su upadljivih i svijetlih boja, najčešće s metalnim odsjajem.
Gnijezde se pod krovovima, na liticama i u špiljama, dok se ćubaste čiope grade gnijezdo od kore i drugih materijala zalijepljenih slinom za granu. Sve polažu 2-3 bijela jajeta.

## Sistematika
Porodica Apodidae, 2 potporodice:
- Apodinae
- Cypseloidinae

Ukupno 92 vrste u 19 rodova.
Porodica Hemiprocnidae, jedan rod Hemiprocne. Četiri vrste: 
- Hemiprocne longipennis
- Hemiprocne cornata
- Hemiprocne mystacea
- Hemiprocne comata

Porodica Trochilidae, 2 potporodice:
- Phaethornithinae
- Trochilinae

## Ostali projekti
|  | Zajednički poslužitelj ima još gradiva o temi Srpokrilke |
|  | Wikivrste imaju podatke o taksonu Srpokrilke             |